# Cantó de Roubaix-Oest
El cantó de Roubaix-Oest és una divisió administrativa francesa, situada al departament del Nord i la regió dels Alts de França.

## Composició
El cantó de Roubaix-Oest aplega les comunes de 
- Croix
- Roubaix
- Wasquehal

## Història
| Date d'elecció                        | Identitat         | Partit            |
| ------------------------------------- | ----------------- | ----------------- |
| 2001 - 2008                           | Michel Carnois    | UPN               |
| 2008-                                 | Bernard Hanicotte | MoDem, després NC |
| Les dades anteriors no són conegudes. |                   |                   |
|                                       |                   |                   |

## Demografia
| 1962 | 1968 | 1975 | 1982 | 1990 | 1999   | 2006   |
| ---- | ---- | ---- | ---- | ---- | ------ | ------ |
| -    |      |      |      |      | 54.911 | 56.888 |